# Les Châtelliers-Notre-Dame
Les Châtelliers-Notre-Dame – miejscowość i gmina we Francji, w Regionie Centralnym, w departamencie Eure-et-Loir.
Według danych na rok 1990 gminę zamieszkiwały 123 osoby, a gęstość zaludnienia wynosiła 11 osób/km² (wśród 1842 gmin Regionu Centralnego Les Châtelliers-Notre-Dame plasuje się na 1013. miejscu pod względem liczby ludności, natomiast pod względem powierzchni na miejscu 1087.).